# Jonas Salzgeber
Jonas Salzgeber (Suíça, 1992) é um escritor e blogueiro suíço.
Junto do irmão, Nils, criou o blog NJ Life Hacks, em 2016, onde dão dicas de desenvolvimento pessoal, que levou à publicação de três livros sobre o mesmo tema. 

## Biografia
Natural da Suíça, Jonas e Nils têm mais dois irmãos. Começaram o blog em 2016, trabalhando com desenvolvimento pessoal, produtividade, como atingir objetivos e combater a procrastinação.
O mais recente livro de Jonas é sobre estoicismo, que ensina a lidar com as emoções destrutivas que possam levar a erros de julgamento. O livro foi lançado no Brasil em 2021, pela Somos Livros, com o título O pequeno manual estoico.

## Publicações
- The Little Book of Stoicism (2019), publicado no Brasil em 2021
- The Happy Life Formula (2018)
- Stop Procrastinating (2018)